# ワン・カナダ・スクウェア
ワン・カナダ・スクウェア（英: One Canada Square）は、イギリス・ロンドンのカナリー・ワーフにある超高層ビル。誤ってカナリー・ワーフ・タワーとも呼ばれることがある。
235.0m、50階建てで、1991年に完成。2012年に外構部分が竣工した「ザ・シャード」に抜かれたが、それまではイギリスで最も高い超高層ビルであった。アルゼンチンのシーザー・ペリが設計。最上部のピラミッド型の屋根が特徴である。デイリー・ミラー紙やデイリー・エクスプレス紙などの親会社リーチ (Reach plc) 、ユニヴァーシティ・カレッジ・ロンドン ビジネススクール (UCL School of Management) などが入居している。
テレビドラマ『ドクター・フー』では対エイリアン組織トーチウッド1の本拠地としてロケが行われた。